# Пламенные башни
«Пламенные башни» (азерб. Alov qüllələri; англ. Flame Towers) — небоскрёбы, расположенные в Баку. Своим внешним видом башни напоминают три языка пламени.

## Проект
Flame Towers — это три высотных здания, включающие гостиницу, квартиры и офисы. Полная площадь застройки составляет 227 тыс. м².
Строительство зданий было начато в октябре 2007 года азербайджано-турецкой компанией «DIA Holding». Изначально закончить возведение зданий планировалось уже к декабрю 2010 года, но, по словам представителей строительной компании, из-за неблагоприятных погодных условий сроки были перенесены. Окончить строительство удалось только в 2012 году.

## Интересные факты
- Освещение башен Flame Towers согласно опросу skyscrapercity.com, влиятельного форума об урбанистике, было признано лучшим в мире[2]. Сами башни полностью покрыты LED-экранами, которые отображают движение огня[3], обозримое с самых дальних точек города. Визуально создаётся эффект исполинских факелов, что подчёркивает основную идею башен, кроющуюся в их названии — «Пламенные башни».
- Название и форма башен — возможно, отсылка к гербу Баку, на котором изображены три языка пламени.
- Строительство зданий было освещено в одном из выпусков передачи Build It Bigger на каналах Discovery и Science Channel.

## Галерея

Герб Баку
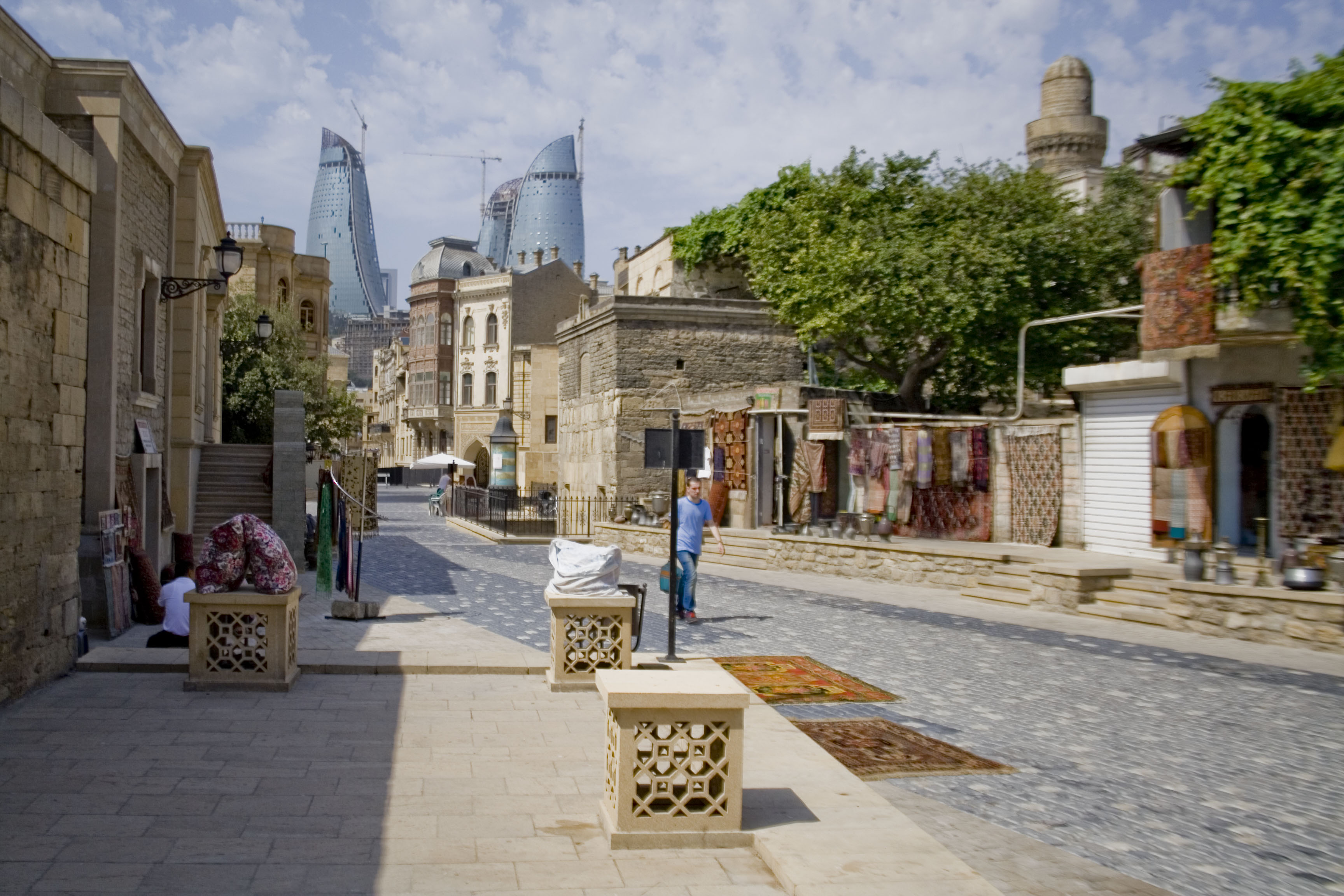
Вид на «Пламенные башни» из Старого города
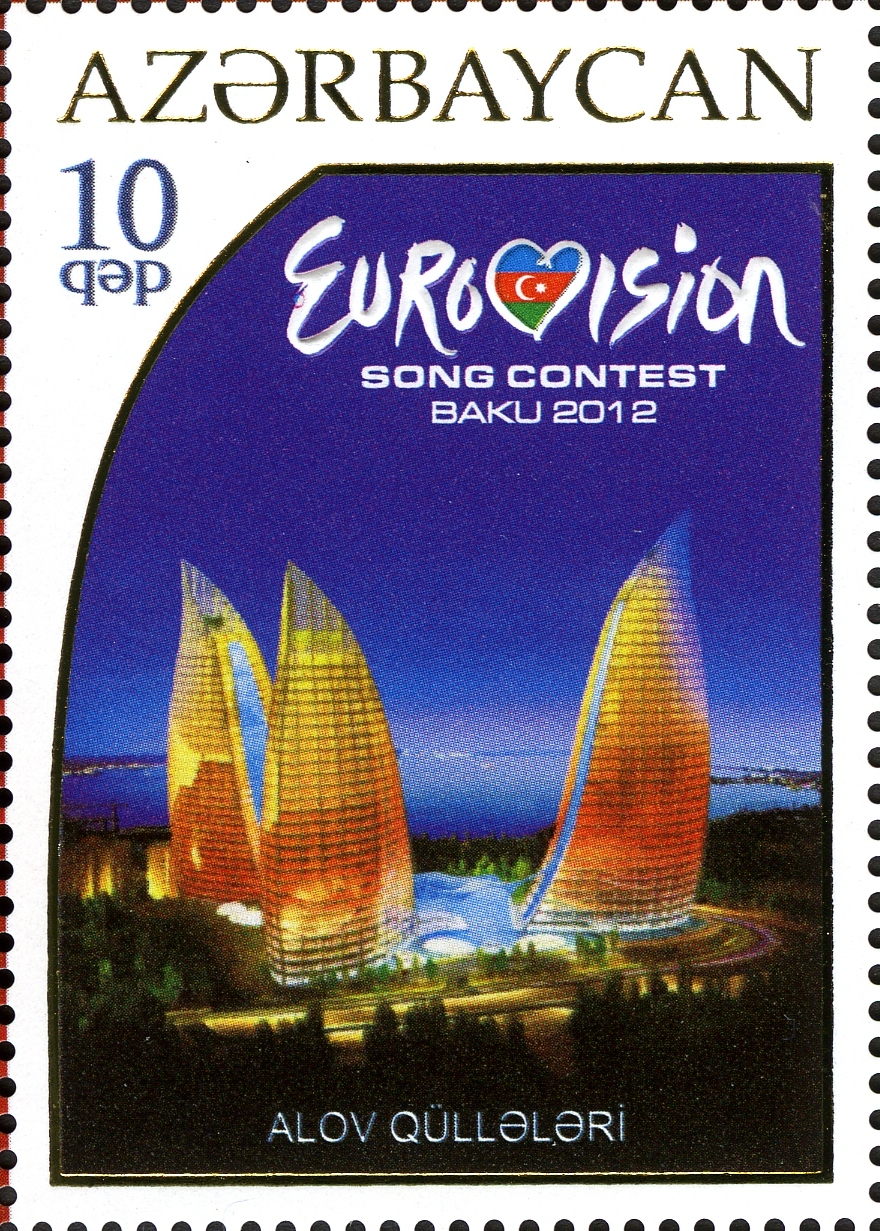
На почтовой марке Азербайджана
Макет в Культурном центре Гейдара Алиева